# Подрабінек Олександр Пінхосович
Олександр Пінхосович Подрабінек (нар. 8 серпня 1953, Москва, РРФСР) — радянський та російський правозахисник, журналіст і громадський діяч. Головний редактор агентства «ПРИМА-News».
Колишній радянський політичний в'язень і головний редактор газети «Експрес-Хроніка» (1987–2000). Член федеральної політради руху «Солідарність».
Є активним критиком путінського режиму в сучасній Росії.